# شفافية (سلوك)
مصطلح الشفافية هو ترجمة حرفية قام المتعلمون بنقلها من الإنكليزية من كلمة Trasparency. فعند قولنا A transparent and efficient Union يترجمها المتعلمون اتحادٌ شفافٌ وفعالٌ والأصح ترجمتها بمعناها الضمني لتصبح اتحاد صريح غير مخاتِل وفعال. وقد أخذت الشفافية بمعناها المستعار من علم الفيزياء وتعني المادة الشفافة الواضحة الزجاجية بحيث يمكن رؤية الطرف الآخر من خلالها.
وبهذا يكون لها في الثقافة الإنسانية معاني الانفتاح والاتصال والمحاسبة.
عندما تخطو النظم الديمقراطية الليبرالية كنظامي أمريكا أو الفلبين خطوة نحو الامام فهي تستخدم الشفافية كوسيلة لمحاسبة مسؤلي الحكومة ومكافحة الفساد. فعندما تكون الاجتماعات الحكومية مفتوحة للاعلام والجماهير وهناك فرصة لأي شخص لمراجعة وتدقيق ميزانية الحكومة وجدول عملها المالي، ويكون هناك مجال للحوار ومناقشة القوانين والتعليمات والقرارات يعتبر نظام الحكم حينها شفافاً، وتضيق الفرص أمام الحكومة في إساءة استخدام السلطة لمصلحة مسوؤليها.
لا يمكن أن توجد الشفافية من طرف واحد. فإذا علم الاعلام والجماهير بتفاصيل ما يجري في الحكومة على مختلف مستوياتها، ستتمخض نتيجة لذلك اسئلة واحتجاجات واقتراحات تُطرح من قبل الاعلام والجماهير. ويمكن حينها لمن يهتم بقضية معينة محاولة التأثير على القرارات الخاصة بهذه القضية. أي ان الشفافية تخلق مشاركة يومية في العملية السياسية عن طريق الاعلام والجماهير. والأنظمة الديمقراطية المعاصرة تقوم على هذه الاسس من مشاركة الناس والاعلام. وهناك عدة طرق للتاثير في القرارات على مختلف مستويات الدولة لمن يريد ذلك.
لم تعد الانتخابات والاستفتاءات الشعبية الوسيلة الوحيدة للجماهير لكي تحكم نفسها. فالديمقراطية تعمل بلا انقطاع، وفيها تُستخدم الانتخابات في النظام الديمقراطي فقط لإحداث تغيير كبير في المسار السياسي.
في الوقت الذي يمكن أن تتحول فيه الديمقراطية الليبرالية إلى حكم الطبقة الغنية (plutocracy) حيث تُتخذ القرارات فيها خلف الأبواب المغلقة ويكون المجال للجماهير قليلا جداً كي يكون لهم دور في التأثير على رسم بين كل انتخابات وأخرى، لذا يتضح بأن الديمقراطية التشاركية (participatory) هي الأكثر تعلقا بإرادة الجماهير. الديمقراطية التشاركية المبنية على الشفافية والمشاركة اليومية منتشرة في شمال أوروبا منذ عدة عقود الزمن، وقد تم تبنيها رسمياً كنموذج مثالي من قبل دول الاتحاد الاوربي، وهناك دول عدة لا زالت تستخدم النمط الديمقراطي القديم أو أي نوع آخر من نظم الحكم. تشمل إجراءات الشفافية الاجتماعات المفتوحة والتصريحات المتعلقة بالفضائح المالية الحكومية، وقانون حرية المعلومات ومراجعة وتدقيق الميزانية... الخ.
الشفافية هي عكس السرية في مجالات السياسة وعلم لاخلاق والاعمال والإدارة والقانون والاقتصاد وعلم الاجتماع... الخ. يكون الفعل أو النشاط شفافاً إذا كان المعلومات حوله متوفراً وواضحاً. فعندما تسمح المحاكم للمواطنين بالحضور في جلساتهم، وعندما تعلن عن ارتفاع وهبوط أسعار البورصة في الصحف وتسمى هذه العملية بالشفافية. حينما تصف السلطة العسكرية خططها بالسرية لن يبقى حينها للشفافية معنى، وهناك جانبان لهذا العمل أحدهما إيجابي والآخر سلبي. الإيجابي يعتبر تعزيزاً للأمن القومي، والسلبي أنه لا يتسبب ب السرية فحسب بل إلى ظهور نظام عسكري ودكتاتوري أيضاً.
ولهذا فإن بعض المنظمات والشبكات (Wikipedia وGNU ومجموعة Linux وInymedia) مثلاً لا تصر فقط على توفير المعلومات المهمة للمجتمع وجعلها في متناول اليد، بل على وجوب الكشف والإعلان عن جميع (تقريباً) المستويات المخفية لصناعة القرار، وهو ما يسمى بالشفافية الراديكالية.
- لتعزيز الشفافية في السياسة قرر هانز بيتر مارتن وبول فان بويتنن (من منظمة أروبا الوضوحية والشفافية) وآشلي موت التعاون معاً وتأسيس منبر الشفافية (Platform for Transparency) في عام 2005.
- وهناك منظمات أخرى تعمل على تعزيز الشفافية كمنظمة الشفافية الدولية (Transparency International).

## وصلات خارجية
- Transparency International
- The National Institute on Money in State Politics